# Naděžda Verecká
Naděžda Verecká (rozená Slunská) (* 2. května 1958, Praha, Československo) je česká básnířka, spisovatelka, psychoterapeutka.

## Životopis
Narodila se 2. května 1958 v Praze. Od dětství byla literárně činná, první texty byly zveřejněny v roce 1981 v básnickém almanachu Jen jednou ponejprv (nakl. Mladá fronta). Její první samostatná básnická sbírka Obrace vyšla v roce 1986 v Mladé frontě; v roce 1990 vyšla v nakladatelství Československý spisovatel sbírka Karikatura mého panenství.
V roce 1981 ukončila studium psychologie na FFUK a začala pracovat jako psycholog. V roce 1984 získala titul PhDr. psycholog. Od roku 1996 pracuje jako psychoterapeut v soukromé praxi, vede konstelační výcviky a semináře. Během let absolvovala řadu specializovaných výcviků zaměřených zejména na alternativní terapii (hypnóza, NLP, kineziologie, rodinné konstelace aj.). Ve své terapeutické praxi se specializuje na ponory do podvědomí. Vzhledem k literární činnosti byla zařazena od roku 2001 do publikace WHO IS WHO v České republice. V současné době[kdy?] publikuje léčebné texty a nahrávky na svém osobním webu Moje-psycholozka.cz.
Její manžel byl novinář a fejetonista Ladislav Verecký, dcera je básnířka a autorka rozhlasových a divadelních her Tereza Verecká.

## Publikace

### Odborně osvětová
- Jak pomáhat dětem při vstupu do školy: Je vaše dítě zralé pro školu? A vy? (Lidové noviny, 2002)
- Odborné texty pro Encyklopedii aplikované psychologie (ed. Bohumila Baštecká, Portál, 2010)
- Odborná revize textu knihy Daniel Goleman – Emoční inteligence (Columbus, 1995)
- Řada osvětových článků, rozhovorů a psychologických odpověden v časopisech a pořadech pro rodiče i širší veřejnost (Rodina a škola, Rodiče, MfD, Mladý svět, Instinkt, pořady Sama doma, Dobré ráno s ČT, Ethnoland, aj.)

### Beletristická
- Obrace (nakladatelství Mladá fronta, 1986)
- Karikatura mého panenství (Československý spisovatel, 1990)